# Irnijärvi (sjö i Lappland, lat 66,30, long 28,38)
Irnijärvi är en sjö i Finland. Den ligger i kommunen Posio i landskapet Lappland, i den norra delen av landet, 700 km norr om huvudstaden Helsingfors. Irnijärvi ligger 267,8 meter över havet. Arean är 56,3 hektar och strandlinjen är 10,43 kilometer lång. Sjön  ingår i Kemi älvs huvudavrinningsområde. 